# Айду (Паюзі)
А́йду (ест. Aidu küla) — село в Естонії, у волості Паюзі повіту Йиґевамаа.

## Населення
Чисельність населення на 31 грудня 2011 року становила 78 осіб.

## Географія
На півдні села проходить автошлях 37 (Йиґева — Пилтсамаа). Від Айду починається дорога 162 (Айду — Калана — Пилтсамаа).

## Історія
Згідно з мапами 18-го століття село мало назву Айто (Aito).
4 січня 1919 року в ході війни за незалежність Естонії відбулася битва при Айду, в якій естонські війська зупинили просування більшовиків на Пилтсамаа.